# Boulevard National (La Garenne-Colombes)
Pour les articles homonymes, voir Boulevard National.
Le boulevard National est une voie de communication située à La Garenne-Colombes (Hauts-de-Seine).

## Situation et accès

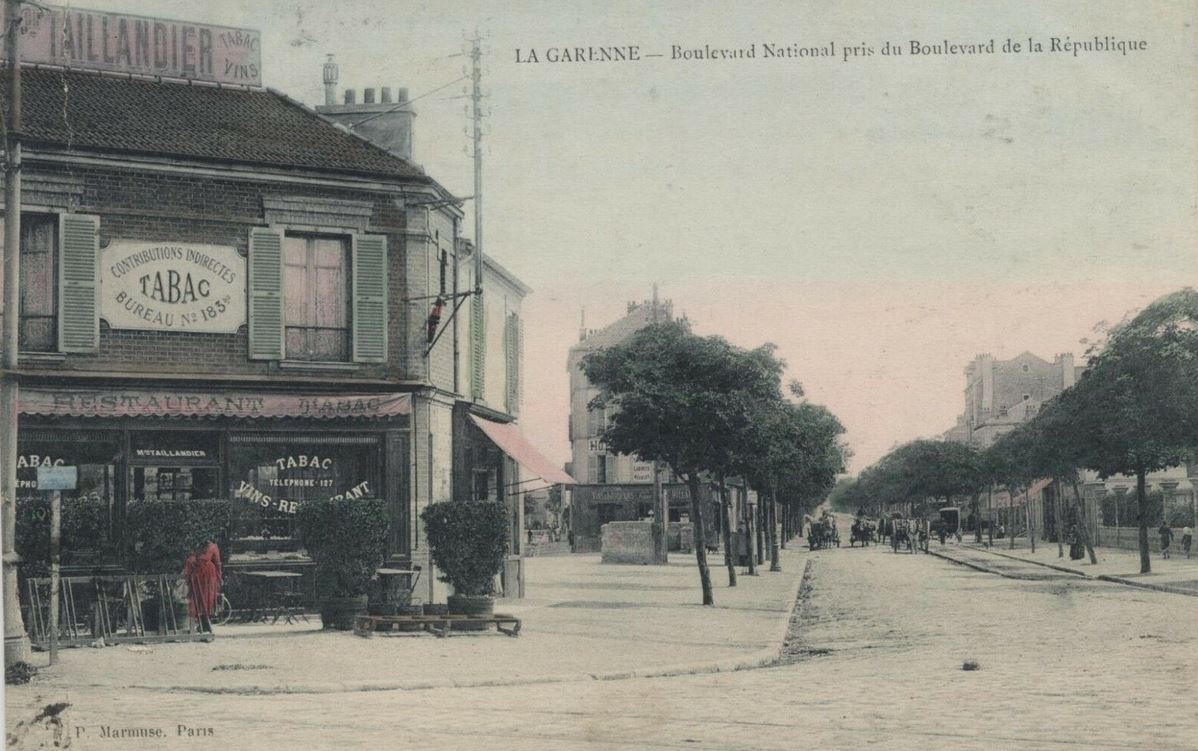
Le boulevard National pris du boulevard de la République.

Ce boulevard suit la route départementale 992, ancienne route nationale 192, qui part du cœur du quartier d'affaires de La Défense. Il commence au croisement du boulevard de la Mission-Marchand avec la rue des Fauvelles. Il croise notamment la rue Pasteur qui se dirige vers Nanterre.
Arrivé à la place de Belgique, il oblique vers l'ouest pour franchir la ligne de Paris-Saint-Lazare au Havre sur le pont de Charlebourg, et rejoindre le boulevard Charles-de-Gaulle, ancien boulevard du Havre.
L'itinéraire de la ligne 2 du tramway d'Île-de-France est tracé, pour une partie, sur le boulevard qui est aussi desservi par la gare de La Garenne-Colombes.

## Origine du nom
Ce boulevard s'appelait autrefois route nationale de Paris au Havre, d'où son nom actuel.

## Historique

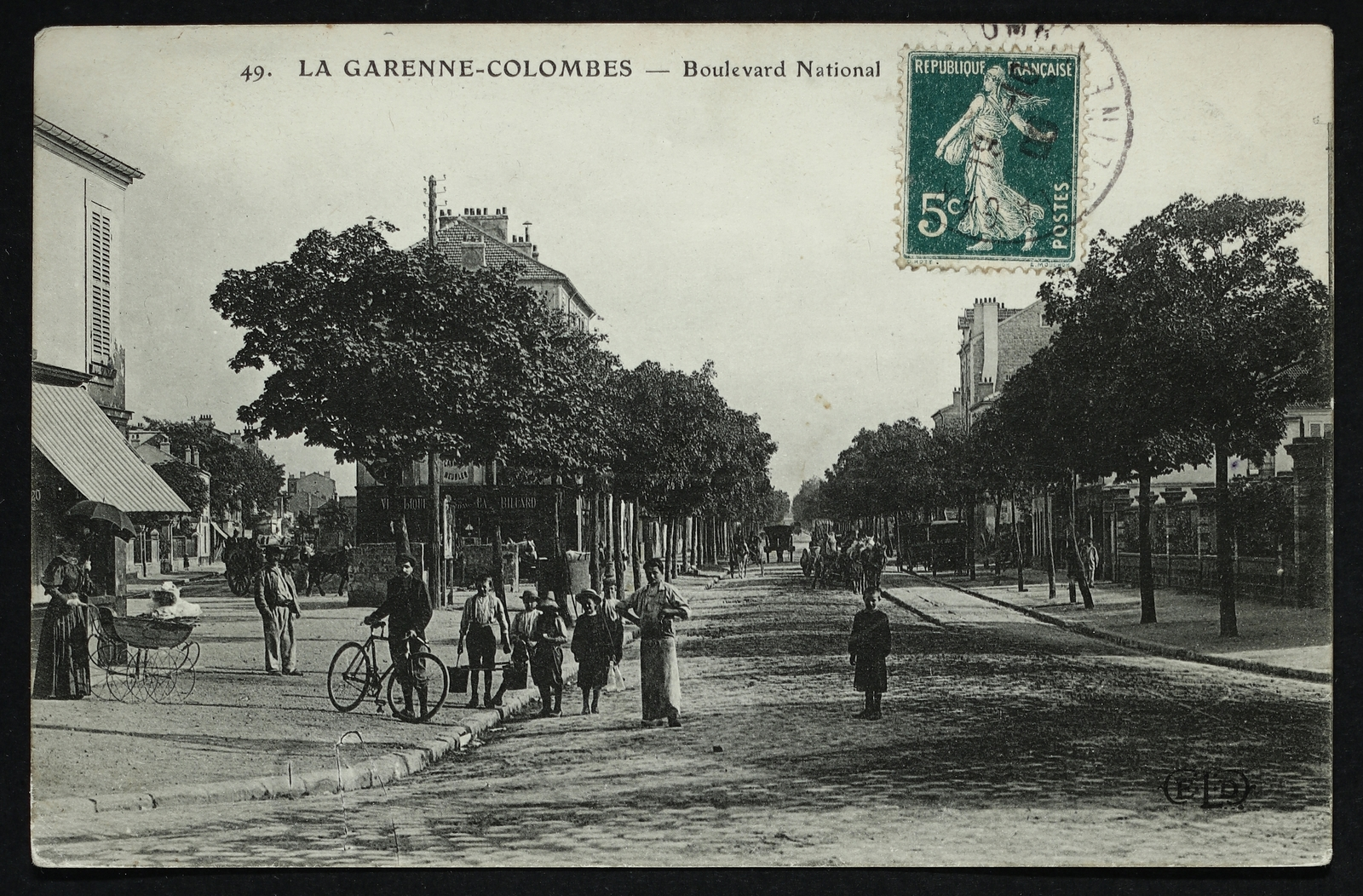
Le boulevard National vers 1900.

Cette voie délimitait autrefois la garenne de Colombes, bois taillis très giboyeux qui fit partie des chasses royales.
Il est visible sur la carte des Chasses du Roi, tracée à la fin du XIXe siècle.

## Bâtiments remarquables et lieux de mémoire
- Le lycée professionnel La Tournelle[4] rappelle le nom du Château de la Tournelle, propriété des Dames de Saint-Cyr puis de Jean-Nicolas Corvisart, médecin de Napoléon Ier[5],[6].
- Église Saint-André-Sainte-Hélène de La Garenne-Colombes, à proximité.
- Centre bus RATP Charlebourg.
- Tour Nova[7], construite en 1973, restructurée en 2008.